# Cobitis stephanidisi
Cobitis stephanidisi là một loài cá vây tia thuộc họ Cobitidae.
Loài này chỉ có ở Hy Lạp.
Môi trường sống tự nhiên của chúng là suối nước ngọt.
Chúng hiện đang bị đe dọa vì mất môi trường sống.